# Théâtre des Capucins

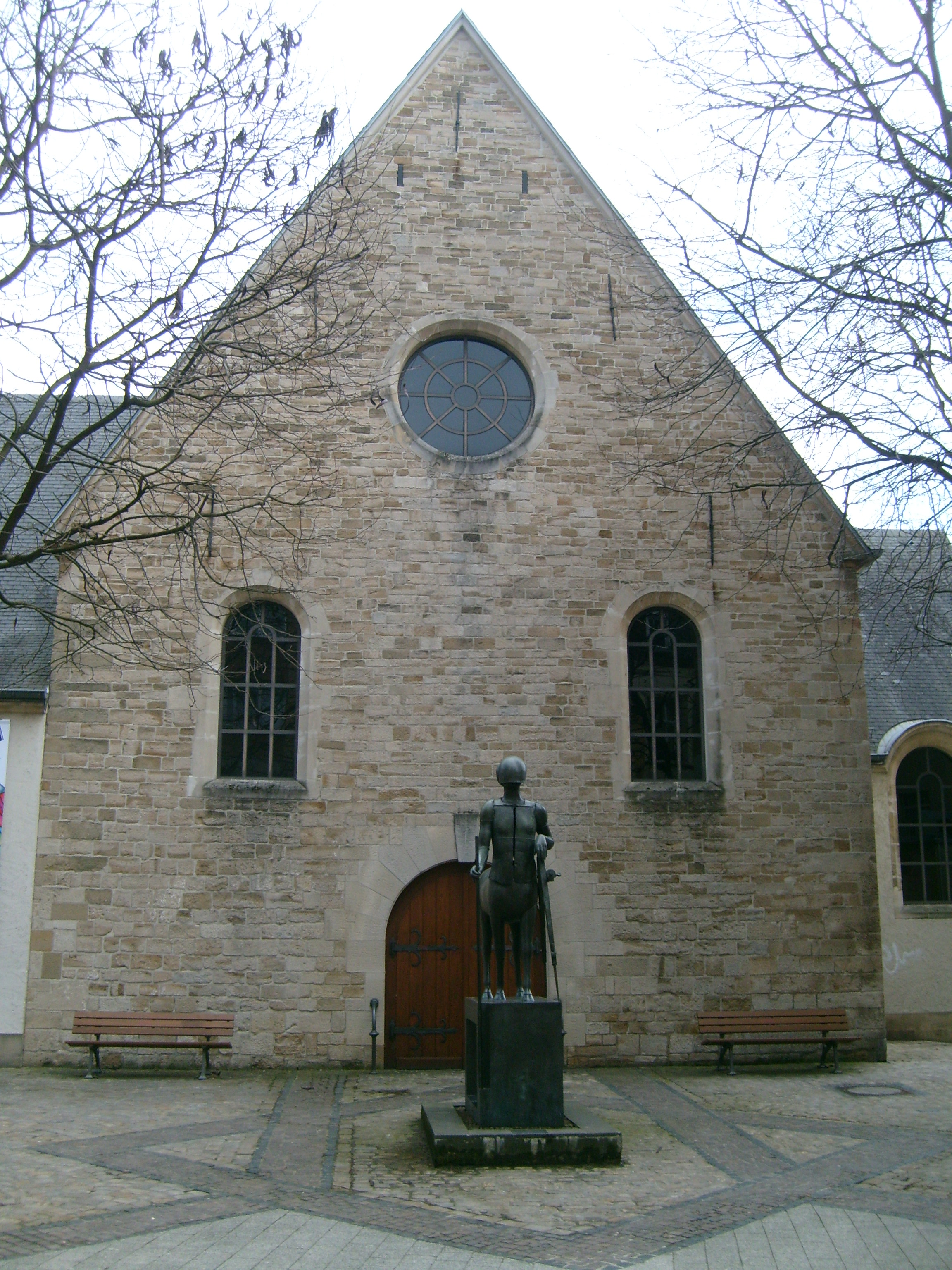
Le Théâtre des Capucins.

Le Théâtre des Capucins est un théâtre à Luxembourg-Ville, Luxembourg. Il fait partie des Théâtres de la Ville de Luxembourg et est situé au cœur de la vieille ville. Dirigé par Frank Feitler (lb), il propose des spectacles de chant et de danse en allemand, français et luxembourgeois. 

## Historique
Construits en 1623, les bâtiments abritent un couvent de moines capucins jusqu'en 1795.
À la Révolution française, le couvent est transformé en dépôt d'armes et magasin de grains,.
De 1869 à 1964, l'église du couvent devient un théâtre. Le lieu est ensuite rénové et le Théâtre des Capucins est inauguré en 1985 avec une salle pouvant accueillir environ 270 spectateurs. En 2011, le directeur du Grand Théâtre de Luxembourg Frank Feitler prend également la tête du théâtre des Capucins et fusionne les deux institutions.